# Paracyatholaimus vitraeus
Paracyatholaimus vitraeus är en rundmaskart som beskrevs av Gerlach 1957. Paracyatholaimus vitraeus ingår i släktet Paracyatholaimus och familjen Cyatholaimidae. Inga underarter finns listade i Catalogue of Life.